# Sigmund von Herberstein
Sigmund von Herberstein, baron de Herberstein, Neiperg et Gütenhag, (Vipava, 23 août 1486-Vienne, 28 mars 1566 ) est un diplomate et écrivain de langues allemande et latine.

## Biographie
Né dans une famille aristocratique, il entre en 1499 à l'université de Vienne et y étudie le droit et la philosophie. Devenu militaire (1506), il participe à plusieurs campagnes de l'Empire et est fait chevalier par Maximilien Ier en 1508.
En 1515, il entre au Parlement impérial et y commence une longue carrière diplomatique. Ambassadeur des empereurs Maximilien puis Charles Quint, il fera en effet de 1515 à 1553 soixante-neuf missions à l'étranger dont les deux plus célèbres sont celles en Russie en 1517 et 1526 où, par sa connaissance du slovène, il mène des enquêtes culturelles et ethnographiques.
Il est surtout connu pour ses écrits sur la géographie, l'histoire et les coutumes de la Russie, notamment le Rerum Moscoviticarum Commentarii (littéralement : Notes sur les affaires moscovites), publié en 1549.